# Епархия Рондонополиса — Гиратинги
Епархия Рондонополиса — Гиратинги (лат. Dioecesis Rondonopolitanus-Guiratingensis) — епархия Римско-католической церкви c центром в городе Рондонополис, Бразилия. Епархия Рондонополиса — Гиратинги входит в митрополию Куябы. Кафедральным собором епархии Рондонополиса — Гиратинги является церковь Святого Креста. В городе Гиратинга находится сокафедральный собор Святого Иоанна Крестителя.

## История
13 июля 1940 года Святой Престол учредил территориальную прелатуру Чапады, выделив её из архиепархии Куябы. 25 ноября 1961 года территориальная прелатура Чапады была переименована в территориальную прелатуру Рондонополиса.
5 февраля 1986 года Римский папа Иоанн Павел II выпустил буллу Laetantes omnino, которой преобразовал территориальную прелатуру Рондонополиса в епархию.
23 декабря 1986 года епархия Рондонополиса передала часть своей территории новой территориальной прелатуре Паранатинги.
25 июня 2014 года епархия Рондонополиса присоединила некоторые муниципалитеты упразднённой епархии Гиратинги и одновременно была переименована в епархию Рондонополиса — Гиратинги.

## Ординарии епархии
- епископ Vunibaldo Godchard Talleur (20.12.1947 — 1970);
- епископ Osório Willibaldo Stoffel (27.11.1970 — 19.11.1997);
- епископ Juventino Kestering (с 19.11.1997).

## Источник
- Annuario Pontificio, Ватикан, 2007
- Булла Laetantes omnino  (лат.)